# Steinstraße 23 (Korschenbroich)

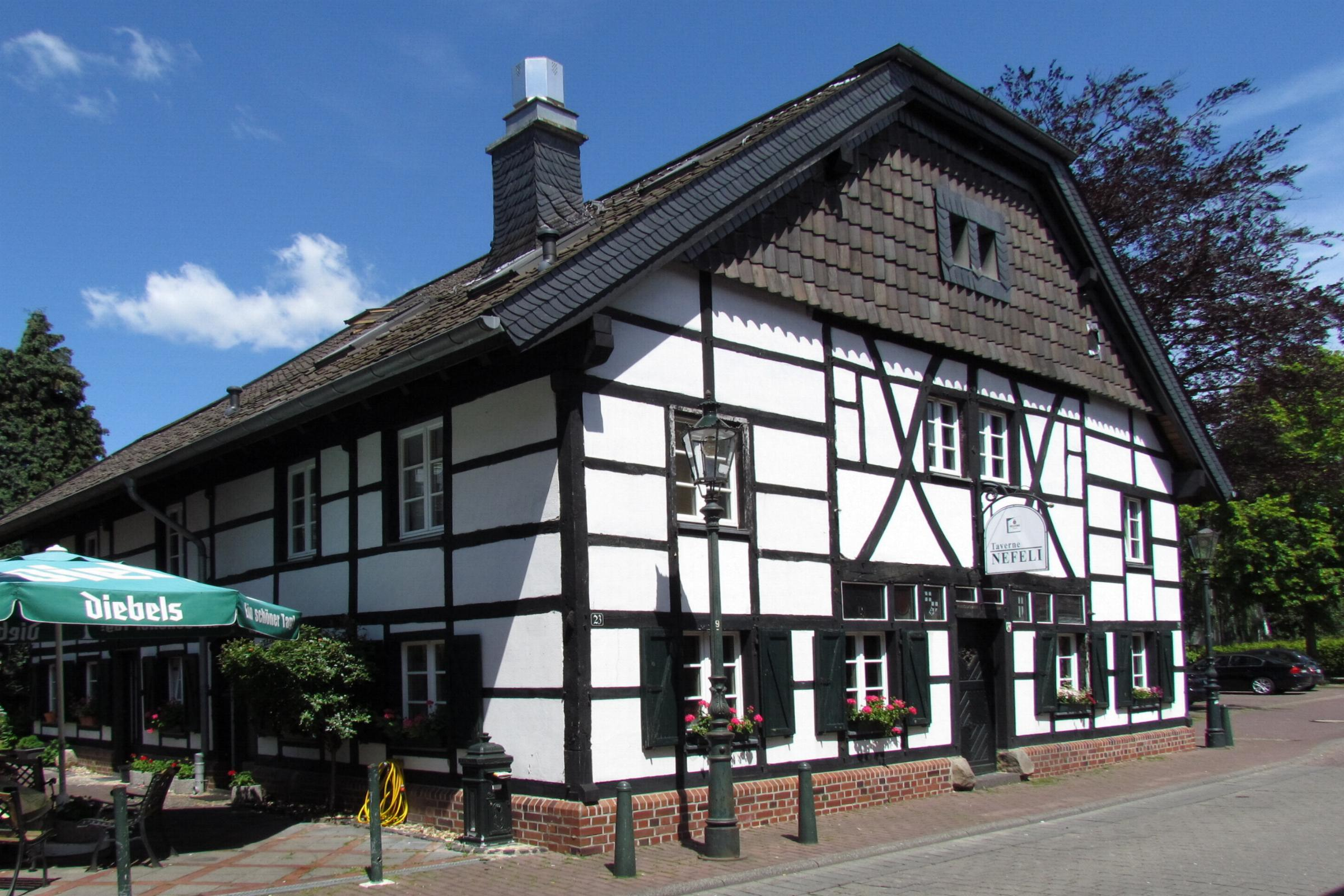
Fachwerk-Doppelhaushälfte

Das Fachwerkhaus Steinstraße 23 steht in Korschenbroich  im Rhein-Kreis Neuss in Nordrhein-Westfalen.
Das Gebäude wurde im 18. Jahrhundert erbaut und unter Nr. 151 am 13. März 1989 in die Liste der Baudenkmäler in Korschenbroich eingetragen.

## Architektur
Es handelt sich um eine zweigeschossige Fachwerk–Doppelhaushälfte aus dem 18. Jahrhundert. Die straßenseitige Fassade ist verputzt mit verschiefertem Giebel und Krüppelwalmdach. Türen und Fenster haben Holzgewänden.
Das Denkmal liegt in zentraler Lage im Ortskern von Alt–Korschenbroich. Es ist bedeutend sowohl für die Geschichte des Menschen als auch für Städte und Siedlungen, da an ihm die alte Siedlungsstruktur von Korschenbroich nachvollzogen werden kann. Für die Erhaltung und Nutzung sprechen sowohl volkskundliche als auch städtebauliche Gründe.